# Dioscorea sericea
Dioscorea sericea är en enhjärtbladig växtart som beskrevs av Reinhard Gustav Paul Knuth. Dioscorea sericea ingår i släktet Dioscorea och familjen Dioscoreaceae. Inga underarter finns listade i Catalogue of Life.